# Tribunal du Sejm
Le tribunal du Sejm (en polonais Sąd sejmowy) est un pouvoir judiciaire de la république des Deux Nations utilisé pour juger les crimes contre la nation et le roi.

## Histoire
Selon l'historien Edward Opaliński, le tribunal du Sejm faisait partie intégrante du Parlement de Pologne-Lituanie. Il exerçait son autorité sur le jugement des crimes les plus graves. Cependant, Opaliński note que le tribunal du Sejm n'était autorisé à agir « que dans le cadre des débats parlementaires ». A la fin des débats, son activité cessait. 
Jusqu'en 1578, c'est une cour royale ordinaire, à la différence près que le roi ne participe pas au règlement des cas de lèse-majesté. Tous les sénateurs présents sont des assesseurs. Les débats sont présidés par le grand maréchal de la Couronne ou le grand maréchal de Lituanie, selon le lieu où le Sejm est convoqué. En 1578, lors de la création du Tribunal de la Couronne, la compétence du tribunal du Sejm est établie en détail ; en 1588, huit députés de la Chambre des députés s'ajoutent également au groupe des assesseurs.
Le tribunal siégeait en cas de destitution – selon les termes de la Constitution du 3 mai 1791 (article VIII : le pouvoir judiciaire) – des ministres du gouvernement accusés d'infraction à la loi par une députation chargée d'examiner leurs actes. La composition et le fonctionnement des tribunaux du Sejm ont été définis par la loi du Sejm adoptée le 13 mai 1791.
Le tribunal du Sejm a gracié les peines d'autres tribunaux et a abrogé leurs jugements s'ils ont été considérés injustes ou rendus en violation des réglementations formelles. À partir du XVIIe siècle, il a également réglé des cas imprévus par le système judiciaire. 
Cette cour, dépendante de la conduite du Seym général, se réunit de moins en moins fréquemment à partir du milieu du XVIIe siècle.
Réformée en 1775, elle se voit confier la compétence dans les affaires des membres du Conseil permanent, et en 1791, dans les affaires du Gardien des lois.